# Edi Kirschner
Pour les articles homonymes, voir Kirschner.
Eduard Kirschner (né le 9 septembre 1953 en Allemagne) est un joueur de football allemand qui évoluait en tant qu'attaquant.

## Biographie
Il joue dans le championnat des deux Allemagne puis en Amérique du Nord entre 1975 et 1985, où Kirschner joue en tout près de 250 matchs dans sa carrière, marquant plus de 100 buts.
Kirschner a joué en Allemagne au FC Passau, Bayern Munich, SpVgg Greuther Fürth, FC Augsburg et au Fortuna Cologne, ainsi qu'North American Soccer League aux Edmonton Drillers et à Fort Lauderdale Strikers.